# Cholet-Pays de la Loire 2023
La Cholet-Pays de la Loire 2023, quarantacinquesima edizione della corsa, valida come evento dell'UCI Europe Tour 2023 categoria 1.1 e come quarta prova della Coppa di Francia 2023, si svolse il 19 marzo 2023 su un percorso di 205 km, con partenza e arrivo a Cholet, in Francia. La vittoria fu appannaggio del neozelandese Laurence Pithie, il quale completò il percorso in 4h46'16", alla media di 42,967 km/h, precedendo i francesi Anthony Perez e Lorrenzo Manzin.
Sul traguardo di Cholet 115 ciclisti, dei 129 partiti dalla medesima località, portarono a termine la competizione.

## Squadre partecipanti
| N.    | Cod. | Squadra                |
| ----- | ---- | ---------------------- |
| 1-7   | ACT  | AG2R Citroën Team      |
| 11-17 | COF  | Cofidis                |
| 21-27 | GFC  | Groupama-FDJ           |
| 31-37 | ARK  | Team Arkéa-Samsic      |
| 41-47 | TEN  | TotalEnergies          |
| 51-57 | TFB  | Team Flanders-Baloise  |
| 61-67 | EUS  | Euskaltel-Euskadi      |
| 71-77 | BBH  | Burgos-BH              |
| 81-86 | TUD  | Tudor Pro Cycling Team |
| 91-97 | HPM  | Human Powered Health   |

| N.      | Cod. | Squadra                     |
| ------- | ---- | --------------------------- |
| 101-107 | BEB  | Bolton Equities Black Spoke |
| 111-117 | UCN  | CIC U Nantes Atlantique     |
| 121-127 | AUB  | St Michel-Mavic-Auber93     |
| 131-137 | NMC  | Nice Métropole Côte d'Azur  |
| 141-147 | TEC  | Team Ecoflo Chronos         |
| 151-157 | BPC  | BHS-PL Beton Bornholm       |
| 161-167 | TIS  | Tarteletto-Isorex           |
| 171-177 | GDM  | Materiel-Velo.com           |
| 181-187 | TAT  | Tartu2024 Cycling Team      |

## Ordine d'arrivo (Top 10)
| Pos. | Corridore         | Squadra       | Tempo    |
| ---- | ----------------- | ------------- | -------- |
| 1    | Laurence Pithie   | Groupama      | 4h46'16" |
| 2    | Anthony Perez     | Cofidis       | s.t.     |
| 3    | Lorrenzo Manzin   | TotalEnergies | s.t.     |
| 4    | Romain Cardis     | St Michel     | s.t.     |
| 5    | Lindsay De Vylder | Flanders      | s.t.     |
| 6    | Maikel Zijlaard   | Tudor         | s.t.     |
| 7    | Axel Zingle       | Cofidis       | s.t.     |
| 8    | Manuel Peñalver   | Burgos-BH     | s.t.     |
| 9    | Pierre Gautherat  | AG2R          | s.t.     |
| 10   | Cyril Barthe      | Burgos-BH     | s.t.     |